# Upplands runinskrifter 605
Upplands runinskrifter 605 är en nu försvunnen runristning som troligen har funnits i en berghäll vid Ryssgraven på Stäksön i Stockholms-Näs socken, Uppland. 

## Runhällen
Skriften som har ett något ovanligt innehåll berättar om en kvinna som ville göra en pilgrimsfärd till Jerusalem. Troligen kom hon aldrig iväg utan lät istället hugfästa sin önskan och skapa denna ristning om sig själv. Ornamentiken består av två runormar som är kopplade både upptill vid halsarna och nere vid svansarna. Ristningen som är signerad av runristaren Fot finns bevarad tack vare en äldre beskrivning och teckning av Mårten Aschaneus. Hällen som försvann vid vägbygget på 1600-talet har aldrig återfunnits. 
Runristningar placerades ofta längs färdvägar och det finns just en sådan väg på näset mellan Stäksön och fastlandet, Lilla Stäket, angiven som platsen för denna ristning i Johannes Bureus anteckningar. Mårten Aschaneus anger färdväg på Stäksön vid Almarestäket.
Runorna som berättar om pilgrimsfärden till "Jorsala", vilket är ett fornsvenskt ord för Jerusalem, lyder enligt den översatta inskriften nedan:

## Inskriften
Translitterering av runraden:
[· iskirun · harþiʀ · totiʀ · lit · risti · runiʀ · ati · sik · sialfan · hn · uil · austr · fara · auk · ut · til · iursala · fair · risti · runiʀ ·]
Normalisering till runsvenska:
Ingirun(?), Harðaʀ dottiʀ, let rista runaʀ at sik sialfa. Hon vill austr fara ok ut til Iorsala. Fotr(?) risti runaʀ.
Översättning till nusvenska:
Ingerun, Hårds dotter, lät rista runorna efter sig själv. Hon ville fara österut och ut till Jerusalem. Fot ristade runorna.